# سام ليرنر
سام ليرنر (بالإنجليزية: Sam Lerner)‏ هو ممثل أمريكي، ولد في 27 سبتمبر 1992 بلوس أنجلوس في الولايات المتحدة.

## أعمال

### أفلام
- (2006) المنزل المتوحش[4]
- (2015) مشروع سجل الأيام[5]
- (2017) عشاء الأم الممتع
- (2018) حقيقة أم جرأة

### مسلسلات
- إن سي آي إس
- صوني ويذ أه تشانس[6]
- عائلة ساترديز
- مختبر دكستر

## وصلات خارجية
- سام ليرنر على موقع IMDb (الإنجليزية)
- سام ليرنر على موقع ألو سيني (الفرنسية)
- سام ليرنر على موقع أول موفي (الإنجليزية)
- سام ليرنر على موقع قاعدة بيانات الأفلام السويدية (السويدية)
- سام ليرنر على موقع قاعدة بيانات الفيلم (الإنجليزية)
- سام ليرنر على موقع كينوبويسك (الروسية)